# Attalos (Feldherr)
Attalos (altgriechisch Ἄτταλος Áttalos; † 336 v. Chr.) war ein makedonischer Feldherr während der Herrschaft Philipps II., des Vaters Alexander des Großen.
Als König Philipp II. von Makedonien die Hegemonie über Griechenland erlangte, war Attalos einer seiner bedeutendsten Generäle. Er war verheiratet mit einer Tochter des Parmenion, einem anderen wichtigen Feldherrn am makedonischen Hof.
Das Verhältnis von Attalos zum Thronanwärter Alexander war äußerst angespannt. Attalos stellte bei der Hochzeitsfeier seiner Nichte Kleopatra mit Philipp II. öffentlich die Legitimität von Alexanders Erbanspruch auf den makedonischen Thron in Frage. Im darüber ausbrechenden Zwist stellte sich Alexanders Vater Philipp auf die Seite seines Feldherrn, was ein sechsmonatiges Exil seines Sohnes zur Folge hatte.
Attalos soll – wenn auch unbewusst – eine Mitschuld am Tode seines Herrschers getragen haben: Nach einer Überlieferung soll Attalos den Pausanias, welcher Leibwächter von Philipp II. war, derart beleidigt haben, dass Pausanias dafür Attalos töten wollte. Weil Philipp II. aber keinen Angriff auf seinen wichtigen General dulden wollte, ermordete Pausanias stattdessen den König. Es ist aber keineswegs gesichert, ob dies tatsächlich das entscheidende Mordmotiv war.
Philipps Tod bedeutete auch Attalos’ Untergang: Dieser befand sich gerade mit einem Teil des makedonischen Heeres in Kleinasien, um einen dort geplanten Feldzug vorzubereiten. Das Kommando teilte er sich mit seinem Schwiegervater Parmenion. Letzterer wusste um das untragbare Verhältnis zwischen dem neuen König Alexander und dem Feldherrn Attalos. Um Alexanders Thronanspruch zu festigen und seine Loyalität zu beweisen, ließ Parmenion seinen Schwiegersohn Attalos ermorden.